# فرسودگی آی پی نسخه چهار

جدول زمانی فرایند کنار گذاشتن آدرس پروتکل اینترنت نسخه چهار.

کمبود آدرس IPv4، بیانگر تخلیه تدریجی استخر آدرسهای IPv4 تخصیص نیافته‌است. در اواخر دهه ۱۹۸۰ میلادی، از آنجا که معماری اصلی اینترنت کمتر از ۴/۳ میلیارد آدرس در دسترس داشت در دورانی که اینترنت شروع به رشد چشمگیر کرد، فرایند تخلیه آن پیش‌بینی شد. این کاهش یکی از دلایل توسعه و استقرار پروتکل جانشین آن، IPv6 است. در حال حاضر IPv4 و IPv6 در اینترنت کنار هم به کار گرفته می‌شوند و دارای همزیستی هستند.

## عوامل کنار گذاشتن آی پی نسخه چهار
در حالی که دلیل اصلی کمبود آدرس IPv4 ظرفیت کافی در طراحی زیرساخت اصلی اینترنت است، چندین عامل دیگر کاستی‌ها را تشدید کرده‌است. هر یک از آنها تقاضا برای عرضه آدرس‌ها را افزایش می‌دهند، کاستی‌هایی که در گذشته توسط طراحان اصلی شبکه پیش‌بینی نشده بود.
دستگاه‌های تلفن همراه
از آنجا که IPv4 به‌طور فزاینده در عمل تبدیل به یک استاندارد برای ارتباطات دیجیتالی شبکه شد و هزینه جاسازی قدرت محاسباتی در دستگاه‌های دستی به شدت کاهش یافت، تلفن‌های همراه به میزبان‌های اینترنتی مناسب تبدیل شدند. دستگاه‌های 4G با توجه به خصوصیاتشان ملزم به استفاده از IPv6 هستند.
اتصالات همیشه روشن
در طول دهه ۱۹۹۰، روش غالب دسترسی به اینترنت مصرف‌کننده، شماره‌گیری مودم تلفنی بود. افزایش سریع تعداد شبکه‌های شماره‌گیری، میزان مصرف آدرس را افزایش داد، اگرچه معمول بود که استخرهای مودم و در نتیجه، استخر آدرس‌های IP اختصاص داده شده، در بین مشتریان زیادی به اشتراک گذاشته شوند. با این وجود، تا سال ۲۰۰۷، دسترسی اینترنتی پهن باند در بسیاری از بازارها تا ۵۰٪ نفوذ کرده بود. اتصالات باند پهن همیشه فعال هستند، زیرا دستگاه‌های دروازه (روتر، مودم‌های پهنای باند) به ندرت خاموش می‌شوند، به طوری که جذب آدرس توسط ارائه دهندگان خدمات اینترنت با سرعت شتاب بیشتری ادامه می‌یابد.
افزایش کاربران اینترنتی
جهان توسعه یافته متشکل از صدها میلیون خانوار است. در سال ۱۹۹۰، تنها بخش کوچکی از این موارد دسترسی به اینترنت داشتند. اما ۱۵ سال بعد، تقریباً نیمی از آنها اتصالات پهنای باند پایدار داشتند. بسیاری از کاربران جدید اینترنت در کشورهایی مانند چین و هند نیز در حال کمبود آدرس هستند.
استفاده ناکارآمد از آدرس
سازمانهایی که آدرس IP را در دهه ۱۹۸۰ به دست آوردند، معمولاً آدرسهای بیشتری از آنچه که در حقیقت مورد نیاز بود به خود اختصاص دادند، زیرا روش اولیه شبکه کلاس گونه برای منعکس کردن کاربرد مناسب ناکافی بود. به عنوان مثال، به هر کدام از شرکتهای بزرگ یا دانشگاه‌ها بلوک آدرس کلاس A با بیش از ۱۶ نفر اختصاص داده شد؛ زیرا واحد تخصیص کوچکتر بعدی، بلوک کلاس B با ۶۵۵۳۶ آدرس، برای استقرار محتوای در نظر گرفته شده توسط آنها بسیار کوچک بود
بسیاری از سازمانها همچنان از IP addressهای عمومی برای دستگاهایی که خارج از شبکه لوکال خود هستند استفاده می‌کنند. از دیدگاه تخصیص آدرس جهارزنی، این کار از خیلی لحاظ ناکارامد است، اما مواردی وجود دارد که این کار در سازمانها ترجیح داده می‌شود.
به علت ناکارامدی‌های حاصل از subnetting، استفاده همه ادرس‌ها در یک بلاک سخت است. نسبت host-density، طبق تعریف در RFC 3194، معیاری برای بلوک‌های ادرس‌های IP است که در روش‌های تخصیص استفاده می‌شود.

## تلاش کاهش
تلاش‌ها برای تأخیر کمبود فضای آدرس در اوایل دهه ۱۹۹۰با تشخیص مشکل آغاز شد، و معرفی تعدادی اصلاحات stop-gap تا ساختا حاضر بهتر کار کند، مانند روش‌های CIDR و روش‌های تخصیص بر پایه کاربرد سخت گیرانه.
نیروی ضربت مهندسی اینترنت(IETF)، گروه مسیریابی و آدرس دهی (ROAD) را در نوامبر ۱۹۹۱ تشکیل داد تا به مشکل مقیاس پذیری واکنش دهد که حاصل از سیستم تخصیص دهی classful network بود.
IPv6، جانشین تکنولوژی IPv4، طراحی شد تا این مشکل را حل کند.IPv6 از ۳٫۴×1038 آدرس حمایت می‌کند. اگر چه از سال ۲۰۰۸ نقصان پیش‌بینی شده به مراحل پایانی خود می‌رسید، بیشتر ارائه دهنده‌های اینترنت و فروشندگان نرم‌افزارها تازه در حال گسترش IPv6 بودند.
بقیهٔ تلاش‌ها برای کاهش و تکنولوژی‌ها شامل:
- اسنفاده از ترجمه آدرس شبکه (NAT) که اجازه می‌دهد یک شبکه پرایوت از یک آدرس IP عمومی استفاده کند و ادرس‌های پرایوت را در شبکه پرایوت اجازه می‌دهد.
- استفاده از آدرس دهی شبکه پرایوت
- هاستینگ مجازی بر اساس نام‌ها در وب سایت‌ها
- کنترل محکم تر به وسیله دفترهای اینترنتی محلی در تخصیص ادرس‌ها به دفترهای اینترنتی عمومی
- network renumbering و subnetting تا دوباره فضاهای بزرگ ادرس‌های تخصیص داده شده در روزهای ابتدایی اینترنت، که در ان هنگام از روش‌های ناکارامد برای آدرس دهی استفاده می‌کرد.

## تاریخ‌های کمبود آدرس
در ۳۱ ژانویه ۲۰۱۱، دو بلاک آدرس آخر رزرو نشده IANA/8 با توجه به درخواست‌های RIP به APNIC تخصیص داده شد. این کار ۵ بلاک ۸/ رزرو شده ولی تخصیص داده نشده باقی گذاشت. با توجه به سیاست‌های ICAAN، سازمان IANA اقدام کرد که یکی از ان ۵ بلاک را به هر کدام از ان RIPها تخصیص دهد. در یک مراسم و کنفرانس مطبوعاتی در ۳ فوریه ۲۰۱۱.
APNIC اولین دفتر محلی اینترنت بود که ادرس‌های IPv4 ان تمام شد در اپریل ۲۰۱۱. این تاریخ نقطه عطفی شد که نشان داد که هر کسی که یک IPv4 می‌خواهد نمی‌توان به ان یکی تخصیص داد.
هاست‌های IPv6 نمی‌توانند به صورت مستقیم با هاست‌های IPv4 ارتباط برقرار کنند و مجبورند از سرویس‌های gateway خاص برای تعامل استفاده کنند. که این به این معناست که کامپیوترهای عمومی هچنان باید به ادرس‌های IPv4 دسترسی داشته باشند.
دراوایل ۲۰۱۱ تنها حدود ۱۶ تا ۲۶ درصد کامپیوترها قابلیت IPv6 داشتند که تنها ۰٫۲ درصد از آنها آدرس دهی IPv6 را ترحیج می‌دادند که بسیاری از آنها رواش‌های انتقالی مانند Teredo tunneling را استفاده می‌کردند.
تنها حدود ۰٫۱۵ درصد از سایت‌های برجسته IPv6 دسترس بودند.